# ハナムケノハナタバ
「ハナムケノハナタバ」は、日本のデュオ・花*花のメジャー3作目（通算9作目）のシングル。

## 概要
- 前作「さよなら 大好きな人」から4ヶ月ぶりのシングル。
- 表題曲はTBS系列『世界ウルルン滞在記』のエンディングテーマに起用された。
- 今作で『ミュージックステーション』に3度目の出演を果たした[1]。
- オリコンチャート初登場18位を獲得。3作連続でのトップ20入りを果たし、日本レコード協会からのゴールドディスク認定を受けている。

## 収録曲
1. ハナムケノハナタバ
作詞・作曲：こじまいづみ
編曲：パパダイスケ
2. 秘密基地
作詞：花*花
作曲：おのまきこ
編曲：パパダイスケ
3. ハナムケノハナタバ -instrumental-
作曲：こじまいづみ
編曲：パパダイスケ
表題曲のインストゥルメンタルバージョン。
4. 秘密基地 -instrumental-
作曲：おのまきこ
編曲：パパダイスケ
カップリング曲のインストゥルメンタルバージョン。

## タイアップ
- TBS系列紀行ドキュメンタリー番組『世界ウルルン滞在記』2001年1月-3月度エンディングテーマ (#1)

## 収録アルバム
- spice (#1,2 dobro mix)
- FOOT PRINT〜花*花WORKS 2000-2003 (#1)
- ゴールデン☆ベスト シングル・コレクション (#1,2)
- 世界ウルルン滞在記 テーマソングス (#1)
- クライマックスTV&CMヒッツ (#1)

## カバー
- 2011年 - 山根万理奈『ざっくばらん』